# David Borisovič Rjazanov

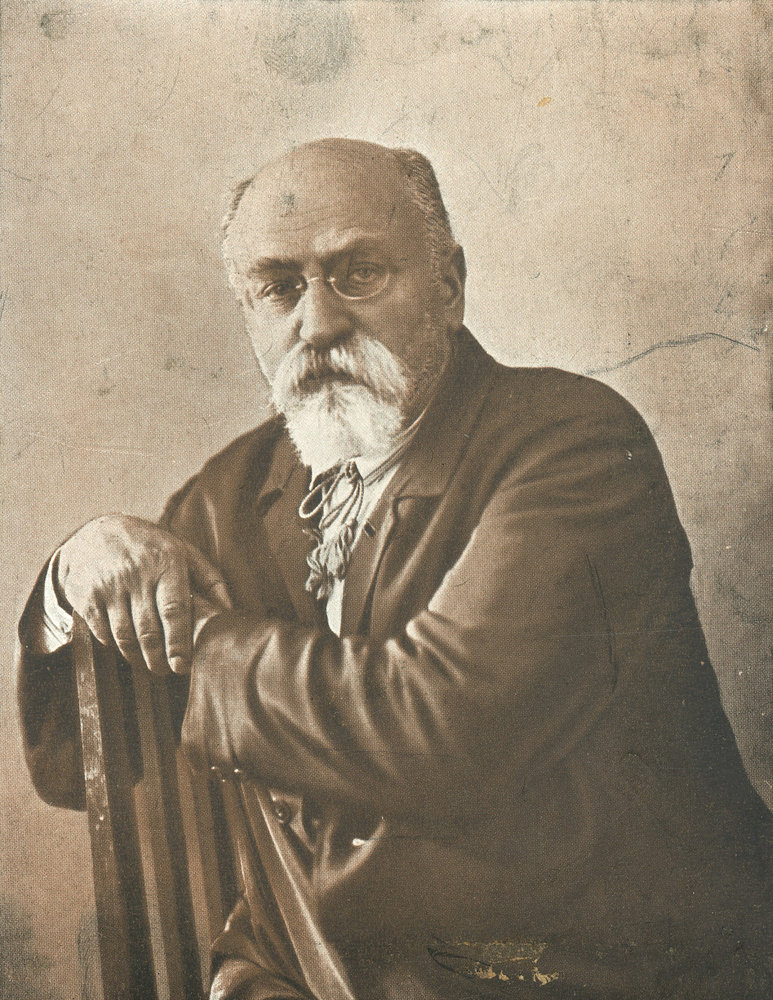
David Rjazanov (1870-1938)

David Borisovič Rjazanov (in russo Дави́д Бoрисович Ряза́нов?; Odessa, 10 marzo 1870 – Saratov, 21 gennaio 1938) è stato uno storico e politico russo.

## Biografia

### Formazione
David Borisovič Goldendach nacque nel 1870 da padre ebreo e madre russa a Odessa, allora parte dell'Impero russo.
A quindici anni aderì al movimento dei narodniki ("populisti"), i rivoluzionari che cercavano di abbattere l'autocrazia zarista.
Rjazanov frequentò il ginnasio di Odessa, ma ne fu espulso nel 1886, non per attività sovversiva o insubordinazione, ma per "insufficienza irrimediabile".
A diciannove anni, ancora studente, fondò un circolo marxista a Odessa.
Rjazanov viaggiò all'estero nel 1889 e nel 1891, e lì incontrò vari marxisti russi che stavano organizzando dei gruppi sovversivi. In seguito al secondo viaggio, Rjazanov fu arrestato al confine con l'Impero austro-ungarico dall'Okhrana, la polizia segreta zarista, che da tempo sospettava di lui. Rjazanov passò quindici mesi in prigione in attesa del processo, alla fine del quale fu condannato a quattro anni di katorga (lavori forzati). terminata la pena, Rjazanov venne sottoposto ad ulteriori tre anni di confino di polizia a Kišinev, in Bessarabia (oggi Moldavia).

### Primo esilio
Nel 1900 Rjazanov andò in esilio. L'anno successivo a Berlino fondò con dei compagni un piccolo gruppo marxista, chiamato Borba ("Lotta"), che si proponeva di tenere uniti i marxisti russi espatriati. Borba fu escluso dal Secondo Congresso del Partito Operaio Socialdemocratico Russo che si tenne a Londra e Bruxelles nell'estate del 1903. Dopo la scissione del partito fra Bolscevichi e Menscevichi come risultato del Congresso, Rjazanov e i suoi compagni rifiutarono espressamente di schierarsi con gli uni o con gli altri .
Nel 1903 Rjazanov fu il primo a introdurre in un testo il concetto di rivoluzione permanente nella letteratura marxista, quando pubblicò a Ginevra tre saggi intitolati Materiali sul programma del Partito dei Lavoratori. Rjazanov sosteneva, in contrasto con Plechanov, che lo svipuppo del capitalismo in Russia seguiva un percorso fondamentalmente diverso dal modello visto in Europa occidentale. Le grandi dimensioni e la centralizzazione delle imprese industriali russe evidenziavano, secondo Rjazanov, una relativa debolezza del ceto medio russo e la possibilità concreta che ci fossero delle forze nel movimento marxista russo, in grado di guidare una rivoluzione contro l'autocrazia zarista e conseguentemente di instaurare immediatamente il socialismo.
Rjazanov ritornò in Russia appena dopo lo scoppio della Rivoluzione del 1905, e divenne attivo nel Sindacato di San Pietroburgo. Quando la sollevazione fallì Rjazanov fu arrestato e condannato alla deportazione un'altra volta nel 1907.

### Secondo esilio
Poco dopo essere stato liberato dalla seconda carcerazione nel 1907, Rjazanov emigrò in Occidente. Durante il suo secondo periodo di esilio, si dedicò allo studio della storia della Prima Internazionale. Per le ricerche esplorò gli archivi della SPD e del British Museum di Londra. 
A Londra Rjazanov compulsò estesamente i numeri della New York Tribune e di altri giornali, raccogliendo i testi degli articoli scritti da Marx ed Engels per i giornali. I testi di Marx ed Engels per la stampa, così faticosamente raccolti da Rjazanov, furono poi pubblicati in libro nel 1917: questa pubblicazione rafforzò la reputazione di Rjazanov come massimo esperto mondiale dei testi di Karl Marx e Friedrich Engels.
Durante questo secondo esilio Rjazanov divenne stretto alleato di Trockij, inviandogli regolarmente articoli per il suo giornale viennese, Pravda. Rjazanov sostenne attivamente il gruppo di Trockij, che cercava di conservare l'unità rivoluzionaria fra bolscevichi e menscevichi.
Allo scoppio della prima guerra mondiale Rjazanov si schierò su posizioni pacifiste e partecipò alla Conferenza di Zimmerwald del 1915. In questo ambito, rifiutò sia il "social-patriottismo" dei partiti che avevano votato i crediti di guerra, sia il "disfattismo rivoluzionario" dei bolscevichi.
Durante la prima Guerra mondiale Rjazanov viveva a Parigi, dove collaborava ai giornali socialisti in lingua russa Golos ("La voce") e Nashe Slovo ("Il nostro mondo").

### Gli eventi rivoluzionari nell'impero russo nel 1917
Nel 1917, in seguito alla Rivoluzione di Febbraio, Rjazanov rientrò in Russia. Si occupò dello sviluppo dei sindacati, contribuendo alla fondazione di quello dei ferrovieri.
Insieme a tutto il gruppo di Trockij, Rjazanov fu accettato come militante del Partito Bolscevico al VI Congresso del Partito Operaio Socialdemocratico Russo nell'agosto del 1917. Rjazanov, tuttavia, era contrario alla Rivoluzione d'ottobre, e cercava invece di formare una larga coalizione di governo. Analogamente, si oppose alla decisione dei Bolscevichi di sciogliere l'Assemblea Costituente appena eletta, nel gennaio 1918. 
Nel marzo del 1918, la decisione dei Bolscevichi di firmare la Pace di Brest-Litovsk spinse Rjazanov a dimettersi dal Partito Bolscevico: una decisione che revocò dopo poco e fu riammesso nel Partito.
Nello stesso anno Rjazanov collaborò alla fondazione dell'"Accademia socialista di Scienze sociali", un istituto che successivamente prese il nome di "Accademia comunista". 
Nel 1920 Rjazanov partecipò al II Congresso della Terza Internazionale come membro della delegazione russa.
Al IV Congresso Panrusso dei Sindacati nel 1921 Rjazanov si espresse in favore dell'autonomia dei sindacati dal Partito. Insieme al dirigente sindacale comunista Michail Tomskij Rjazanov fu autore di una proposta che chiedeva di pagare i salari in beni fisici, anziché nella ormai svalutata moneta del periodo: questa azione pose i due ai ferri corti con Lenin, Stalin e il Comitato Centrale del Partito. Conseguentemente Rjazanov fu rimosso da tutti gli incarichi politici.

### Direttore dell'"Istituto Marx-Engels"
Nel 1920 Rjazanov fu scelto come primo direttore dell'appena fondato "Istituto Marx-Engels" di Mosca, che divenne una delle principali istituzioni della storiografia e filosofia sovietiche. 
In questa veste egli si dedicò a raccogliere le opere complete dei due principali iniziatori del socialismo moderno, e nel 1924 diede inizio alla pubblicazione della Marx-Engels-Gesamtausgabe (Edizione completa di Marx ed Engels - MEGA), che avrebbe dovuto essere costituita da 36 volumi..
Fra le opere precedentemente sconosciute e pubblicate per la prima volta nella collana figurano L'ideologia tedesca di Marx ed Engels, parti dei Manoscritti economico-filosofici del 1844 e Per la critica della filosofia del diritto di Hegel di Marx, nonché la Dialettica della natura di Engels.
Nel 1926, sempre sotto la direzione di Rjazanov, l'Istituto iniziò anche la pubblicazione del cosiddetto Marx-Engels Archiv, la raccolta in più volumi di saggi sulla vita e le opere dei principali costruttori del socialismo moderno. Nello stesso anno Rjazanov pubblicò il primo studio sulla storia della Prima Internazionale.
Rjazanov pubblicò anche le opere di altri autori, come Diderot, Feuerbach e Hegel. Fu inoltre membro della Commissione di Studio sulla Rivoluzione d'Ottobre e il Partito Comunista bolscevico, spesso abbreviata come Istpart
Nel 1929, infine, Rjazanov fu eletto all'Accademia sovietica delle Scienze.

### Le purghe staliniane
Nel 1930 un ricercatore dell'Istituto Marx-Engels, Isaak Rubin, fu arrestato dalla GPU con l'accusa di essere membro di un'organizzazione clandestina chiamata "Ufficio unitario dei Menscevichi".
Sotto tortura Rubin dichiarò di aver passato a Rjazanov, nella sede dell'Istituto, una busta con i documenti segreti della pretesa "Centrale menscevica". Al successivo processo-farsa del 1931 detto "Processo ai menscevichi", Rubin fu condannato a cinque anni di carcere. 
La testimonianza estorta a Rubin fu utilizzata per costruire un'accusa contro il suo vecchio direttore.
In base alla voce che circolava circa il suo presunto coinvolgimento nella "Centrale menscevica", già durante il processo ai Menscevichi Rjazanov fu sollevato dall'incarico all'Istituto Marx-Engels nel febbraio 1931. Dopo la fine del processo Rjazanov fu espulso dal Partito Comunista bolscevico e arrestato dalla polizia segreta, ufficialmente per aver aiutato l'attività contro-rivoluzionaria menscevica.
Rjazanov, però, non fu mandato nel Gulag, ma solo condannato al confino di polizia a Saratov. In questa città lavorò come bibliotecario all'università locale. 
Durante la "grande purga" del 1937 Rjazanov fu nuovamente arrestato, questa volta con l'accusa di appartenere ad un'"organizzazione trotskista opportunista di destra". Il 21 gennaio 1938, in esito ad un processo superficiale, il Collegio Militare della Corte Suprema dell'URSS condannò Rjazanov a morte; la sentenza fu eseguita lo stesso giorno.
Rjazanov fu riabilitato dopo la morte di Stalin, nel 1958. Fu nuovamente riabilitato in termini politici (ma anche culturali e filosofici) nel 1989, nell'ambito della glasnost di Michail Gorbačëv.

## Opere
- Anglo-russkja otnošenija v ocenke K. Marksa: Istoriko-kritičeskij etjud (Le relazioni anglo-russe nella valutazione di K. Marx: uno studio storico-critico) Pietrogrado, Izdanje Pëtrogradskogo Soveta rabochich i krasnoarmeiskich deputatov, 1918.
- G.V. Plechanov i gruppa "Osvoboždenie truda" (G.V. Plechanov e il gruppo "Emancipazione del lavoro"), Mosca, Otdel pechati Moskovskogo Soveta rabochikh i krasnoarmeiskikh deputatov, 1919.
- Международный пролетариат и война. Сборник статей 1914-1916 г. (Il proletariato internazionale e la guerra: raccolta di articoli, 1914-1916)
- Institut K. Marksa i F. Engelʹsa pri V.Ts.I.K. (Istituto K. Marx e F. Engels presso il Comitato Centrale Esecutivo Panrusso), Mosca, Moskovskij Rabochij, 1923.
- Zadachi profsojuzov do i v epochu diktatury proletarjata. (I compiti dei sindacati prima e durante la dittatura del proletaeriato), Kharkov: Proletarii, 1923.
- Karl Marx and Friedrich Engels. Joshua Kunitz, trans. New York: International Publishers, 1927.
- Karl Marx: Man, Thinker, and Revolutionist. A Symposium (curatore) Londra, Lawrence and Wishart, 1927.
- Vzgliady Marksa i Engel'sa na brak i semiu. (Le visioni di Marx ed Engels sul matrimonio e la famiglia), Mosca, Molodaja gvardija, 1927.
- Carlo Marx: uomo, pensatore, rivoluzionario a cura di Antonio D'Ambrosio e Luigi Cecchini; traduzione di Ruggero Haardt, Milano, Fasani, 1946
- Marx ed Engels: lezioni tenute al corso di marxismo dell'Accademia socialista di Mosca nel 1922, Roma, La nuova sinistra Samonà e Savelli, 1972
- Alle origini della prima Internazionale, Milano, Lotta comunista, 2007
- Karl Marx, Storia diplomatica segreta del 18º secolo, con uno studio critico di David Borisovič RJAZANOV sulle origini del dispotismo russo e un commento storico di Bernd Rabehl, Milano, La pietra, 1978